# Fältnocka
Fältnocka (Tephroseris integrifolia alternativt Cineraria integrifolia) är en flerårig ört från släktet nockor (Tephroseris) och är en art i familjen korgblommiga växter (Asteraceae, alternativt namn Compositae). Den är sällsynt i Sverige och hittas endast på ett fåtal platser i Skåne. Blommar maj-juni. Växer på torr och kalkrik mark, på gräsbackar och betesmarker.

## Utseende
Blir mellan 10 och 30 cm hög. Stjälken är glest ullhårig och har grenar endast i blomställningen. Den har basala blad som är tryckta mot marken. Bladen är äggrunda, helbräddade och glestandade. Stjälkladen är lansettlika och omfattar stjälken och är endast ett fåtal. Blomställningen är kvastlik och har 3–5 blomkorgar med ca 20 vitkantade holkfjäll. Strålblommorna är ungefär 12–15 st och är 1–2 cm långa och gula. Frukten är 3–4 mm och hårig.

## Etymologi
Integrifolia, artnamnet, kommer från latinets integer (hel, oskadd) och folium (blad), och betyder 'med hela blad'.